# Ternana Calcio 2014-2015
Questa voce raccoglie le informazioni riguardanti la Ternana Calcio nelle competizioni ufficiali della stagione 2014-2015.

## Stagione
Nella stagione 2013-2014 la Ternana disputa il 24º campionato in Serie B della sua storia. Raccoglie 51 punti con il dodicesimo posto finale, allenata dal confermato Attilio Tesser disputa un campionato senza troppi acuti, con costante regolarità raccoglie 25 punti nel girone di andata e 26 nel girone di ritorno, chiudendo il torneo quattro punti sopra la zona Play-out. Due giocatori delle fere in doppia cifra, l'uruguaiano Felipe Avenatti con 12 reti, delle quali 2 in Coppa Italia e 10 in campionato e Fabio Ceravolo a quota 11 reti, delle quali 1 in Coppa Italia e 10 firmate in campionato. Nella Coppa Italia Tim Cup nel secondo turno i rossoverdi hanno eliminato (2-1) il Catanzaro, mentre nel secondo turno sono stati eliminati al Friuli (5-1) dall'Udinese.

## Divise e sponsor
Il fornitore ufficiale di materiale tecnico per la stagione 2014-2015 è Macron. Per il prestagione e per le prime gare di campionato e Coppa Italia sono state usate delle divise provvisorie (la divisa casalinga a strisce rosso-verdi e una da trasferta completamente bianca). Nell'ottobre 2014 sono state rese note le mute ufficiali da gioco: la maglia casalinga presenta tre strisce verticali rosso-verdi, la divisa da trasferta è bianca con inserti rosso-verdi, mentre la terza maglia, che viene utilizzata nel Derby dell'Umbria contro il Perugia, presenta un disegno camouflage grigio/nero.

Il main sponsor è Banca Mediolanum, mentre il premium sponsor è Tascout. Come inoltre accade per tutte le compagini della Lega Serie B, la squadra rossoverde sfoggia i marchi dei due top sponsor del campionato, NGM e Came, rispettivamente sul retro delle maglie e sui pantaloncini.
| Casa | Trasferta | Terza divisa | Casa (prestagione) | Trasferta (prestagione) |

## Organigramma societario
Area dirigenziale
- Patron: Edoardo Longarini
- Presidente e Amm. Delegato: Francesco Zadotti
- Direttore Sportivo: Vittorio Cozzella
- Segretario: Vanessa Fenili
- Resp. Relazioni Esterne: Elisabetta Manini

Area organizzativa
- Segreteria Amministrativa: Francesca Bernardini
- Segreteria Organizzativa: Francesca Caffarelli

Area comunicazione
- Area Comunicazione: Lorenzo Modestino
- Area Marketing: Vicario Communication

Area tecnica
- Attilio Tesser - Allenatore
- Mark Tullio Strukelj - Allenatore in seconda
- Edoardo Renosto - Preparatore atletico
- Luigi Garofalo - Preparatore atletico
- Leonardo Cortiula - Preparatore portieri
- Luigi Coni - Team Manager

Area medica
- Michele Martella - Responsabile staff sanitario
- Fabio Muzi - Medico
- Roberto Incontri - Massaggiatore
- Michele Federici - Massaggiatore

### Rosa
Rosa aggiornata al 30 gennaio 2015.
| N. |                        | Ruolo | Calciatore                |
| -- | ---------------------- | ----- | ------------------------- |
| 1  | Italia (bandiera)      | P     | Andrea Sala               |
| 2  | Paesi Bassi (bandiera) | D     | Jens Janse                |
| 3  | Italia (bandiera)      | D     | Luigi Vitale              |
| 4  | Slovacchia (bandiera)  | D     | Martin Valjent            |
| 5  | Italia (bandiera)      | D     | Damiano Ferronetti        |
| 6  | Italia (bandiera)      | D     | Biagio Meccariello        |
| 7  | Italia (bandiera)      | C     | Davide Gavazzi            |
| 8  | Italia (bandiera)      | C     | Marco Piredda             |
| 9  | Italia (bandiera)      | A     | Fabio Ceravolo            |
| 10 | Italia (bandiera)      | C     | Nicolas Viola             |
| 11 | Uruguay (bandiera)     | C     | César Falletti            |
| 12 | Italia (bandiera)      | P     | Eddi Gava                 |
| 13 | Italia (bandiera)      | D     | Pasquale Fazio (capitano) |
| 15 | Bulgaria (bandiera)    | A     | Valeri Božinov            |

| N. |                         | Ruolo | Calciatore              |
| -- | ----------------------- | ----- | ----------------------- |
| 16 | Italia (bandiera)       | D     | Alessandro Bastrini     |
| 17 | Romania (bandiera)      | D     | Ștefan Popescu          |
| 18 | Senegal (bandiera)      | A     | Abou Diop               |
| 19 | Italia (bandiera)       | A     | Simone Russini          |
| 19 | Croazia (bandiera)      | A     | Marko Dugandžić         |
| 20 | Uruguay (bandiera)      | A     | Felipe Avenatti         |
| 21 | Italia (bandiera)       | D     | Alberto Masi            |
| 22 | Italia (bandiera)       | P     | Alberto Brignoli        |
| 23 | Italia (bandiera)       | C     | Giuseppe Russo          |
| 24 | Burkina Faso (bandiera) | C     | Salif Dianda            |
| 26 | Italia (bandiera)       | C     | Luca Crecco             |
| 27 | Italia (bandiera)       | C     | Mirko Eramo             |
| 31 | Serbia (bandiera)       | A     | Manuel David Milinković |

## Calciomercato

### Sessione estiva(dall'1/7 all'1/9)
| Acquisti | Acquisti            | Acquisti  | Acquisti                  |
| R.       | Nome                | da        | Modalità                  |
| -------- | ------------------- | --------- | ------------------------- |
| P        | Eddi Gava           |           | svincolato                |
| P        | Andrea Sala         | Reggiana  | prestito                  |
| D        | Alessandro Bastrini | Novara    | prestito                  |
| D        | Jens Janse          |           | svincolato                |
| D        | Alberto Masi        | Juventus  | rinnovo compartecipazione |
| D        | Ștefan Popescu      | Cagliari  | prestito                  |
| D        | Luigi Vitale        | Napoli    | definitivo                |
| C        | Luca Crecco         | Lazio     | prestito                  |
| C        | Mirko Eramo         | Sampdoria | prestito                  |
| C        | Fabio Ferrari       | Bellaria  | fine prestito             |
| C        | Davide Gavazzi      | Sampdoria | prestito                  |
| C        | Marco Piredda       | Cagliari  | prestito                  |
| C        | Giuseppe Russo      | Lumezzane | prestito                  |
| C        | Nicolas Viola       | Palermo   | rinnovo compartecipazione |
| A        | Mirco Antenucci     | Catania   | riscatto (0,5 mln)        |
| A        | Valeri Božinov      |           | svincolato                |
| A        | Abou Diop           | Torino    | prestito                  |

| Cessioni | Cessioni             | Cessioni   | Cessioni           |
| R.       | Nome                 | a          | Modalità           |
| -------- | -------------------- | ---------- | ------------------ |
| P        | Andrea Sala          | Pro Patria | fine prestito      |
| D        | Pavol Farkaš         | Chievo     | fine prestito      |
| D        | Maurizio Lauro       |            | svincolato         |
| C        | Fabio Ferrari        | Lupa Roma  | definitivo         |
| C        | Davide Gavazzi       | Sampdoria  | fine prestito      |
| C        | Raffaele Maiello     | Napoli     | fine prestito      |
| C        | Crocefisso Miglietta |            | svincolato         |
| C        | Daniele Paparusso    | Poggibonsi | fine prestito      |
| C        | Andrea Rispoli       | Parma      | fine prestito      |
| C        | Giuseppe Russo       | Lumezzane  | fine prestito      |
| C        | Fabio Sciacca        | Catania    | fine prestito      |
| C        | Carl Valeri          |            | svincolato         |
| C        | Antonio Zito         | Avellino   | definitivo         |
| A        | Luis Alfageme        |            | svincolato         |
| A        | Mirco Antenucci      | Leeds Utd  | definitivo (1 mln) |
| A        | Gianluca Litteri     |            | svincolato         |
| A        | Angelo Raffaele Nolé |            | svincolato         |

### Sessione invernale(dal 3/1 al 2/2)
| Acquisti | Acquisti                | Acquisti | Acquisti                      |
| R.       | Nome                    | da       | Modalità                      |
| -------- | ----------------------- | -------- | ----------------------------- |
| P        | Alberto Brignoli        | Juventus | prestito                      |
| D        | Alberto Masi            | Juventus | risoluzione compartecipazione |
| A        | Marko Dugandžić         | Osijek   | prestito oneroso              |
| A        | Manuel David Milinković | -        | svincolato                    |

| Cessioni | Cessioni         | Cessioni | Cessioni                                                                     |
| R.       | Nome             | a        | Modalità                                                                     |
| -------- | ---------------- | -------- | ---------------------------------------------------------------------------- |
| P        | Alberto Brignoli | Juventus | definitivo (0,250 milioni di € + 10% su una futura vendita + bonus presenze) |
| A        | Abou Diop        | Torino   | fine prestito                                                                |
| A        | Simone Russini   | Juventus | fine prestito                                                                |

## Risultati

### Serie B

#### Girone di andata
| Arbitro: | Mariani (Aprilia) |

|  |           |                        |
|  | Marcatori | 43’ Viola 69’ Avenatti |

| Arbitro: | Fabbri (Ravenna) |

|              |           |              |
| Ceravolo 38’ | Marcatori | 55’ Pasquato |

| Arbitro: | Baracani (Firenze) |

|  |           |              |
|  | Marcatori | 45’ Avenatti |

| Brescia 20 settembre 2014, ore 15:00 CEST 4ª giornata | Brescia           | 0 – 0 | Ternana | Stadio Mario Rigamonti (5.056 spett.)\| Arbitro: \| Ghersini (Genova) \| |
| Arbitro:                                              | Ghersini (Genova) |       |         |                                                                          |

| Arbitro: | Minelli (Varese) |

|  |           |               |
|  | Marcatori | 48’ Oikonomou |

| Arbitro: | Di Paolo (Avezzano) |

|            |           |                |
| Brosco 59’ | Marcatori | 90+1’ Ceravolo |

| Arbitro: | Pinzani (Empoli) |

|                           |           |                             |
| Avenatti 45’ N. Viola 57’ | Marcatori | 48’, 65’ (rig.) L. Castaldo |

| Arbitro: | Gavillucci (Latina) |

|                         |           |             |
| Lanini 27’ Iacoponi 67’ | Marcatori | 48’ Božinov |

| Arbitro: | Sacchi (Macerata) |

|  |           |                                      |
|  | Marcatori | 18’, 24’ Cutolo 61’, 86’ Vantaggiato |

| Arbitro: | Maresca (Napoli) |

|              |           |                                      |
| Ceravolo 20’ | Marcatori | 39’ (rig.) M. Mancosu 78’ Pagliarulo |

| Arbitro: | Minelli (Varese) |

|                                           |           |              |
| Bianco 9’ (rig.) Concas 35’ Mbakogu 45+2’ | Marcatori | 74’ Ceravolo |

| Arbitro: | Pezzuto (Lecce) |

|               |           |               |
| Gavazzi 45+1’ | Marcatori | 20’ N. Rigoni |

| Arbitro: | Pairetto (Nichelino) |

|  |           |             |
|  | Marcatori | 5’ Avenatti |

| Terni 16 novembre 2014, ore 15:00 CET 14ª giornata | Ternana          | 0 – 0 | Spezia | Stadio Libero Liberati (3.858 spett.)\| Arbitro: \| Abisso (Palermo) \| |
| Arbitro:                                           | Abisso (Palermo) |       |        |                                                                         |

| Arbitro: | Gavillucci (Latina) |

|                                    |           |                          |
| Parigini 22’ Falcinelli 63’ (rig.) | Marcatori | 25’ Božinov 79’ Falletti |

| Arbitro: | Candussio (Cervignano del Friuli) |

|              |           |  |
| Avenatti 59’ | Marcatori |  |

| Arbitro: | Chiffi (Padova) |

|  |           |             |
|  | Marcatori | 20’ Gavazzi |

| Arbitro: | Pezzuto (Lecce) |

|  |           |                |
|  | Marcatori | 72’ Mammarella |

| Arbitro: | Ghersini (Genova) |

|                               |           |              |
| Cosenza 49’ Marchi 85’ (rig.) | Marcatori | 42’ Ceravolo |

| Arbitro: | Aureliano (Bologna) |

|              |           |  |
| Avenatti 83’ | Marcatori |  |

| Arbitro: | Ripa (Nocera Inferiore) |

|                            |           |  |
| Luoni 16’ Neto Pereira 78’ | Marcatori |  |

#### Girone di ritorno
| Arbitro: | Maresca (Napoli) |

|                 |           |             |
| Božinov 5’, 52’ | Marcatori | 88’ Padovan |

| Arbitro: | Manganiello (Pinerolo) |

|              |           |                                |
| Bjarnason 9’ | Marcatori | 2’ (aut.) Zampano 70’ Ceravolo |

| Arbitro: | Sacchi (Macerata) |

|  |           |                |
|  | Marcatori | 19’, 76’ Cocco |

| Arbitro: | Saia (Palermo) |

|                                |           |           |
| Avenatti 68’ Arcari 69’ (aut.) | Marcatori | 24’ Sestu |

| Bologna 14 febbraio 2015, ore 15:00 CET 26ª giornata | Bologna             | 0 – 0 | Ternana | Stadio Renato Dall'Ara (15.246 spett.)\| Arbitro: \| Merchiori (Ferrara) \| |
| Arbitro:                                             | Merchiori (Ferrara) |       |         |                                                                             |

| Arbitro: | Minelli (Varese) |

|  |           |                          |
|  | Marcatori | 12’ Alhassan 87’ Valiani |

| Arbitro: | Pezzuto (Lecce) |

|                        |           |              |
| L. Castaldo 24’ (rig.) | Marcatori | 35’ Avenatti |

| Arbitro: | Chiffi (Padova) |

|  |           |              |
|  | Marcatori | 15’ Sforzini |

| Arbitro: | Fabbri (Ravenna) |

|                                         |           |             |
| Luci 28’ Siligardi 35’ Appelt Pires 73’ | Marcatori | 9’ Ceravolo |

| Arbitro: | Ripa (Nocera Inferiore) |

|                                     |           |                          |
| Aramu 7’ Curiale 10’, 74’ Abate 39’ | Marcatori | 14’ Ceravolo 20’ Božinov |

| Arbitro: | Manganiello (Pinerolo) |

|  |           |                  |
|  | Marcatori | 43’ S. Romagnoli |

| Cittadella 29 marzo 2015, ore 15:00 CEST 33ª giornata | Cittadella   | 0 – 0 | Ternana | Stadio Piercesare Tombolato (2.440 spett.)\| Arbitro: \| Nasca (Bari) \| |
| Arbitro:                                              | Nasca (Bari) |       |         |                                                                          |

| Arbitro: | La Penna (Roma) |

|                   |           |  |
| Ceravolo 63’, 74’ | Marcatori |  |

| Arbitro: | Pairetto (Nichelino) |

|  |           |              |
|  | Marcatori | 63’ Avenatti |

| Terni 18 aprile 2015, ore 15:00 CEST 36ª giornata | Ternana           | 0 – 0 | Perugia | Stadio Libero Liberati (11.835 spett.)\| Arbitro: \| Mariani (Aprilia) \| |
| Arbitro:                                          | Mariani (Aprilia) |       |         |                                                                           |

| Arbitro: | Ghersini (Genova) |

|                        |           |  |
| Maniero 45’ Castro 76’ | Marcatori |  |

| Arbitro: | Di Paolo (Avezzano) |

|  |           |          |
|  | Marcatori | 7’ Frara |

| Arbitro: | Pasqua (Tivoli) |

|                         |           |                     |
| A. Piccolo 45+1’ (rig.) | Marcatori | 8’ (aut.) Aquilanti |

| Arbitro: | Saia (Palermo) |

|  |           |             |
|  | Marcatori | 31’ Scavone |

| Arbitro: | Pairetto (Nichelino) |

|                        |           |                        |
| Meccariello 31’ (aut.) | Marcatori | 45’ Fazio 77’ Avenatti |

| Arbitro: | Merchiori (Ferrara) |

|                                 |           |  |
| N. Viola 37’ (rig.) Božinov 88’ | Marcatori |  |

### Coppa Italia

#### Secondo turno
| Arbitro: | Abisso (Palermo) |

|                   |           |            |
| Avenatti 21’, 24’ | Marcatori | 90’ Pagano |

#### Terzo turno
| Arbitro: | Peruzzo (Schio) |

|                                                 |           |              |
| Di Natale 19’, 29’, 43’, 75’ Théréau 81’ (rig.) | Marcatori | 34’ Ceravolo |

## Statistiche
Statistiche aggiornate al 22 maggio 2015

### Statistiche di squadra
| Competizione | Punti | In casa | In casa | In casa | In casa | In casa | In casa | In trasferta | In trasferta | In trasferta | In trasferta | In trasferta | In trasferta | Totale | Totale | Totale | Totale | Totale | Totale | DR  |
| Competizione | Punti | G       | V       | N       | P       | Gf      | Gs      | G            | V            | N            | P            | Gf           | Gs           | G      | V      | N      | P      | Gf     | Gs     | DR  |
| ------------ | ----- | ------- | ------- | ------- | ------- | ------- | ------- | ------------ | ------------ | ------------ | ------------ | ------------ | ------------ | ------ | ------ | ------ | ------ | ------ | ------ | --- |
| Serie B      | 51    | 21      | 6       | 5       | 10      | 15      | 22      | 21           | 7            | 7            | 7            | 21           | 25           | 42     | 13     | 12     | 17     | 36     | 47     | -11 |
| Coppa Italia | -     | 1       | 1       | 0       | 0       | 2       | 1       | 1            | 0            | 0            | 1            | 1            | 5            | 2      | 1      | 0      | 1      | 3      | 6      | -3  |
| Totale       | -     | 22      | 7       | 5       | 10      | 17      | 23      | 22           | 7            | 7            | 8            | 22           | 30           | 44     | 14     | 12     | 18     | 39     | 53     | -14 |

### Andamento in campionato
| Giornata  | 1 | 2 | 3 | 4 | 5 | 6 | 7 | 8  | 9  | 10 | 11 | 12 | 13 | 14 | 15 | 16 | 17 | 18 | 19 | 20 | 21 | 22 | 23 | 24 | 25 | 26 | 27 | 28 | 29 | 30 | 31 | 32 | 33 | 34 | 35 | 36 | 37 | 38 | 39 | 40 | 41 | 42 |
| --------- | - | - | - | - | - | - | - | -- | -- | -- | -- | -- | -- | -- | -- | -- | -- | -- | -- | -- | -- | -- | -- | -- | -- | -- | -- | -- | -- | -- | -- | -- | -- | -- | -- | -- | -- | -- | -- | -- | -- | -- |
| Luogo     | T | C | T | T | C | T | C | T  | C  | C  | T  | C  | T  | C  | T  | C  | T  | C  | T  | C  | T  | C  | T  | C  | C  | T  | C  | T  | C  | T  | T  | C  | T  | C  | T  | C  | T  | C  | T  | C  | T  | C  |
| Risultato | V | N | V | N | P | N | N | P  | P  | P  | P  | N  | V  | N  | N  | V  | V  | P  | P  | V  | P  | V  | V  | P  | V  | N  | P  | N  | P  | P  | P  | P  | N  | V  | V  | N  | P  | P  | N  | P  | V  | V  |
| Posizione | 2 | 5 | 2 | 2 | 6 | 6 | 9 | 18 | 14 | 16 | 19 | 18 | 17 | 18 | 18 | 15 | 12 | 13 | 15 | 14 | 14 | 13 | 10 | 11 | 9  | 9  | 11 | 12 | 12 | 13 | 16 | 18 | 18 | 14 | 12 | 12 | 13 | 15 | 17 | 18 | 16 | 12 |

Fonte:  Serie B – Classifiche, su sport.sky.it, Sky Sport. URL consultato l'8 agosto 2014 (archiviato dall'url originale l'11 settembre 2014).
Legenda:

Luogo: C = Casa; T = Trasferta. Risultato: V = Vittoria; N = Pareggio; P = Sconfitta.